# أكوابا (فلم)
أكوابا (بالإنجليزية: Akwaaba) هو فيلم درامي غاني صدر عام 2019 من كتابة وإخراج كورنيليوس فانثوماس المعروف أيضًا باسم كوبي رانا.

## طاقم التمثيل
هذه قائمةٌ بأبرز الممثلين والممثلات الذين شاركوا في تصوير الفيلم:
- بيشوب ناركو
- غلوريا أوسي سارفو
- إيفيا أودو
- موشا بودونج
- بيبي بلانش